# Fermo Stella
Fermo Stella (Caravaggio, 1490 circa – 1562 circa) è stato un pittore italiano.
Fu allievo di Gaudenzio Ferrari e operò a lungo e in molte località tra Piemonte e Lombardia.

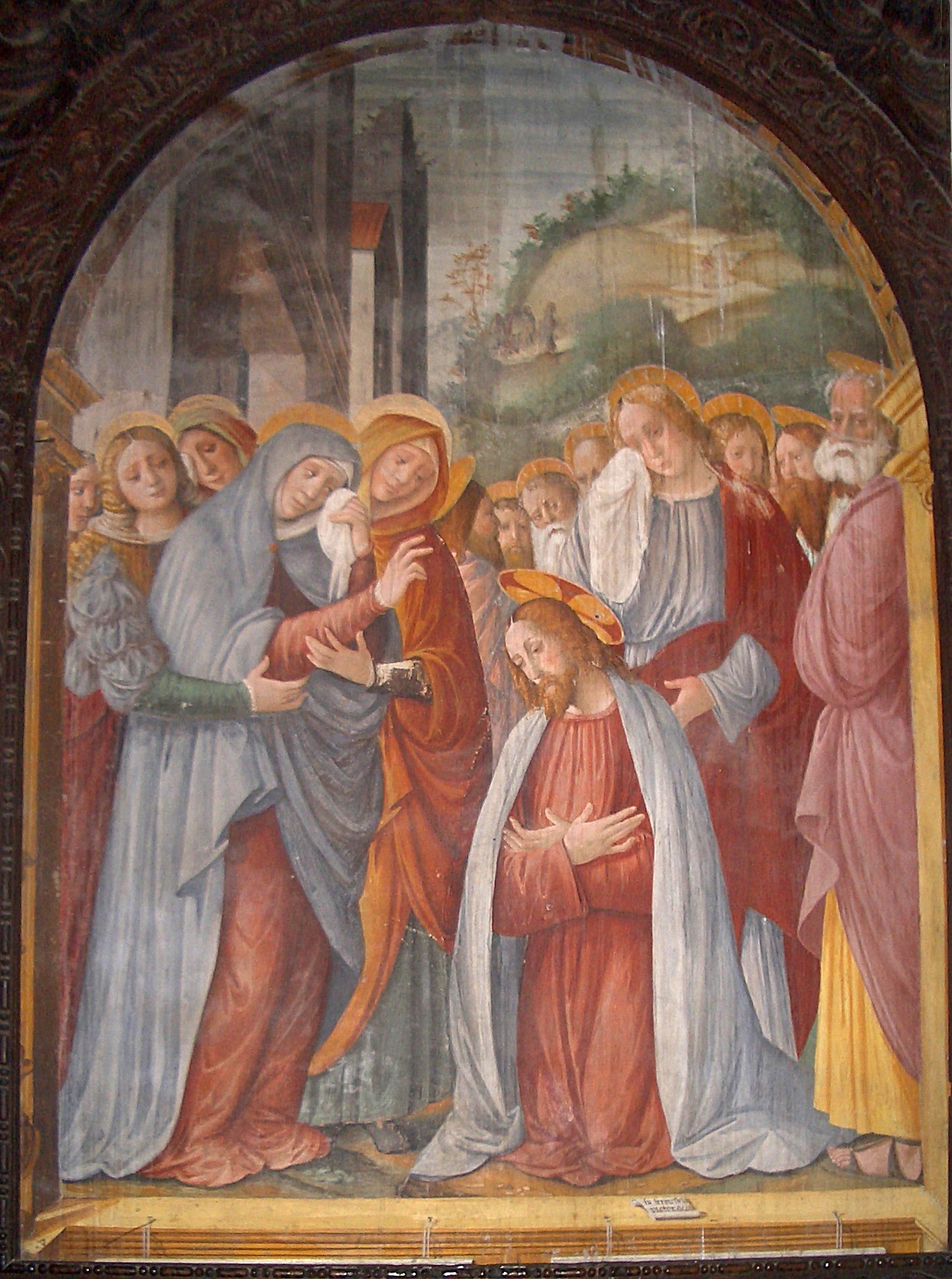
Gesù prende congedo dalla Madre, affresco, Chiesa di Santa Maria delle Grazie, Varallo Sesia

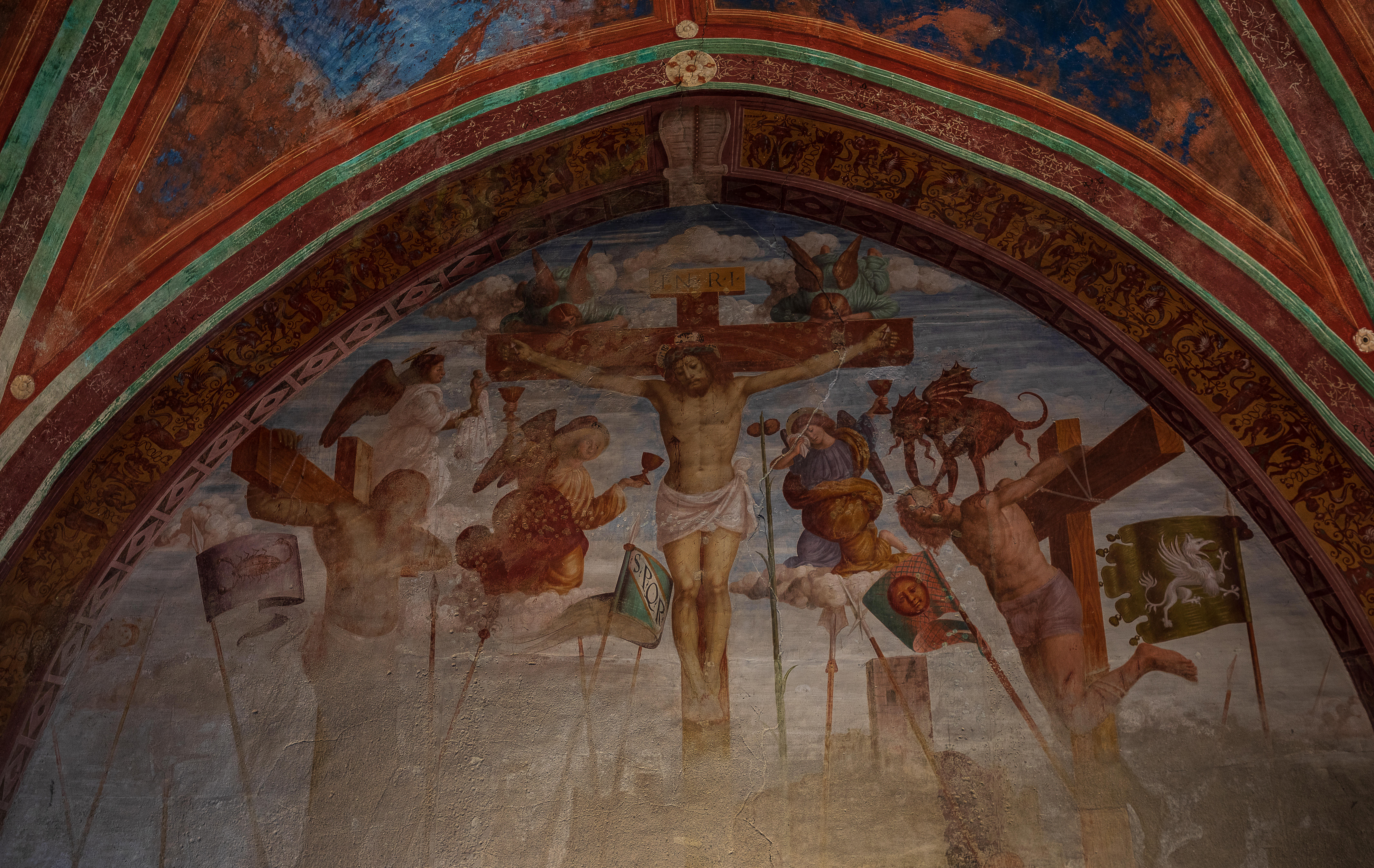
Teglio, chiesa di San Lorenzo: interno, parte centrale del coro, affresco della Crocifissione dipinto nel 1528.

## Vita e opere
Nacque a Caravaggio, verosimilmente in una famiglia di pittori, come era solito firmarsi «Firmus Stella de Caravagio», ma come molti giovani artisti bergamaschi si spostò in territori più favorevoli, recandosi prima a Milano e successivamente verso le valli piemontesi e lombarde anche se decentrate. Lo sappiamo già attivo nel 1510 ad Arona per la realizzazione di uno stendardo con le insegne nobiliari della famiglia Borromeo.
Poiché il polittico di Gaudenzio Ferrari presente nella Collegiata della Natività di Maria Vergine di Arona è del 1511, si può pensare che l'apprendistato di Fermo presso il pittore di Valduggia, sia da datare all'altezza di quegli anni. Tanto più che la storiografia locale sul Sacro Monte di Varallo, parla di una presenza del caravaggino che può esser fatta risalire agli stessi anni.
Strettamente legate all'alunnato del pittore caravaggino presso la bottega di Gaudenzio sono le quattro tavole con santi conservate nella chiesa di Sant'Alessandro della Croce a Bergamo, tavole che facevano parte di un polittico smembrato realizzato nel 1513-14 circa (già attribuite a Gaudenzio Ferrari e restituita al catalogo di Fermo Stella)
Pur se la collaborazione di Fermo Stella alla decorazione delle cappelle del Sacro Monte di Varallo, già affermata in guide antiche e ripresa da Samuel Butler nel suo Ex voto, costituisce un'ipotesi plausibile, non esistono documenti che ci portino a determinare con esattezza in quali cappelle egli ebbe a operare e quali siano stati i suoi contributi.
La collaborazione con Gaudenzio Ferrari è testimoniata anche nel 1520, a Morbegno in Valtellina. Documenti contabili parlano dell'incarico dato al Ferrari per la realizzazione dei dipinti e la doratura di un imponente altare ligneo nel santuario dell'Assunta e (scolpito dal prestigioso intagliatore pavese Giovanni Angelo Del Maino). Vi si trovano anche annotazioni di pagamenti fatti specificamente a Fermo, per interventi da lui direttamente effettuati.
Intensa per oltre un decennio fu la sua attività, oltre che in Morbegno, anche in altre località della Valtellina. Vanno citati:
- gli affreschi (dei quali sono rimasti solo alcuni frammenti) per l'abside della chiesa di Santa Maria Maggiore a Sondalo (1527);
- la decorazione dellOratorio dei Disciplini annesso alla chiesa di San Maurizio a Ponte in Valtellina (Cupola delle Sibille);
- l'affresco posto sulla facciata della chiesa di San Fedele a Poggiridenti (Madonna con Bambino e santi);
- gli affreschi per il presbiterio dell'oratorio di San Lorenzo a Teglio (1528), che rappresentano un ex voto della comunità per la fine del terribile flagello della peste.

La Crocifissione sulla parete di fondo dell'oratorio di Teglio è considerata tra le opere più significative del pittore caravaggino.
È evidente negli affreschi valtellinesi il debito artistico verso Gaudenzio Ferrari, pur con la ricerca di un linguaggio più sobrio e di una drammaticità più smorzata che fanno pensare a influenze di Bernardino Luini.
A partire dal 1531 gli spostamenti di Fermo furono continui: lo troviamo prima nella natia Caravaggio dove esegue il ciclo di affreschi con la Ciclo della passione di Gesù nel grande tramezzo della chiesa di San Bernardino. Poi lo troviamo a Domodossola per la esecuzione della parte pittorica di due ancone andate perdute (1532); poi – secondo un percorso difficile da seguire - in un numero elevato di altre località nella pianura padana e nelle valli piemontesi.

Ritornò anche a Varallo, dove è chiamato a realizzare, nella santuario di Santa Maria delle Grazie, un affresco con la sua firma (Fu Fermo Stella pictor de c[arava]zo); esso rappresenta una scena che non ricorre con frequenza nell'arte sacra: si tratta di Gesù che prende congedo dalla madre, tema tratto da un'omelia di san Giovanni Crisostomo. Vicino a Varallo, nella cappella della Madonna di Loreto a Roccapietra, dove già aveva operato Gaudenzio Ferrari, è chiamato a completare la decorazione della volta (1539).
Nel 1547 – tanto per citare alcune altre tappe della sua attività artistica – Fermo realizzò a Omegna una pala d'altare per la collegiata di Sant'Ambrogio (Madonna col Bambino e Santi); una pala (firmata e datata 1547) raffigurante la Deposizione visibile nel settecentesco santuario della Madonna del Sasso, a Boleto.
Nel 1548 realizzò un grande dipinto per la chiesa parrocchiale di Santa Maria Assunta ad Armeno (Compianto sul Cristo morto). 
Al 1562 è datata un'opera molto simile a quella di Armeno, oggi visibile nella chiesa parrocchiale di Gignese.
Con il procedere degli anni il suo stile si fece più ripetitivo, sfruttando un repertorio consolidato di modelli figurativi. 
Più fedeli al primo linguaggio gaudenziano sono alcune ancone e tavole lignee, come la tavola della Madonna col Bambino e i Santi Biagio e Giovanni Battista, firmata e datata 1536, di proprietà della Pinacoteca di Brera, temporaneamente collocata presso il Museo valtellinese di storia e arte di Sondrio  Archiviato il 4 marzo 2016 in Internet Archive.
Altre volte, come nel polittico proveniente dalla chiesa di Santa Chiara a Carignano, poi alla Galleria Sabauda (1533), il pittore caravaggino si dimostra in grado assimilare rapidamente i linguaggi pittorici apprezzati nell'area geografica in cui viene a trovarsi.

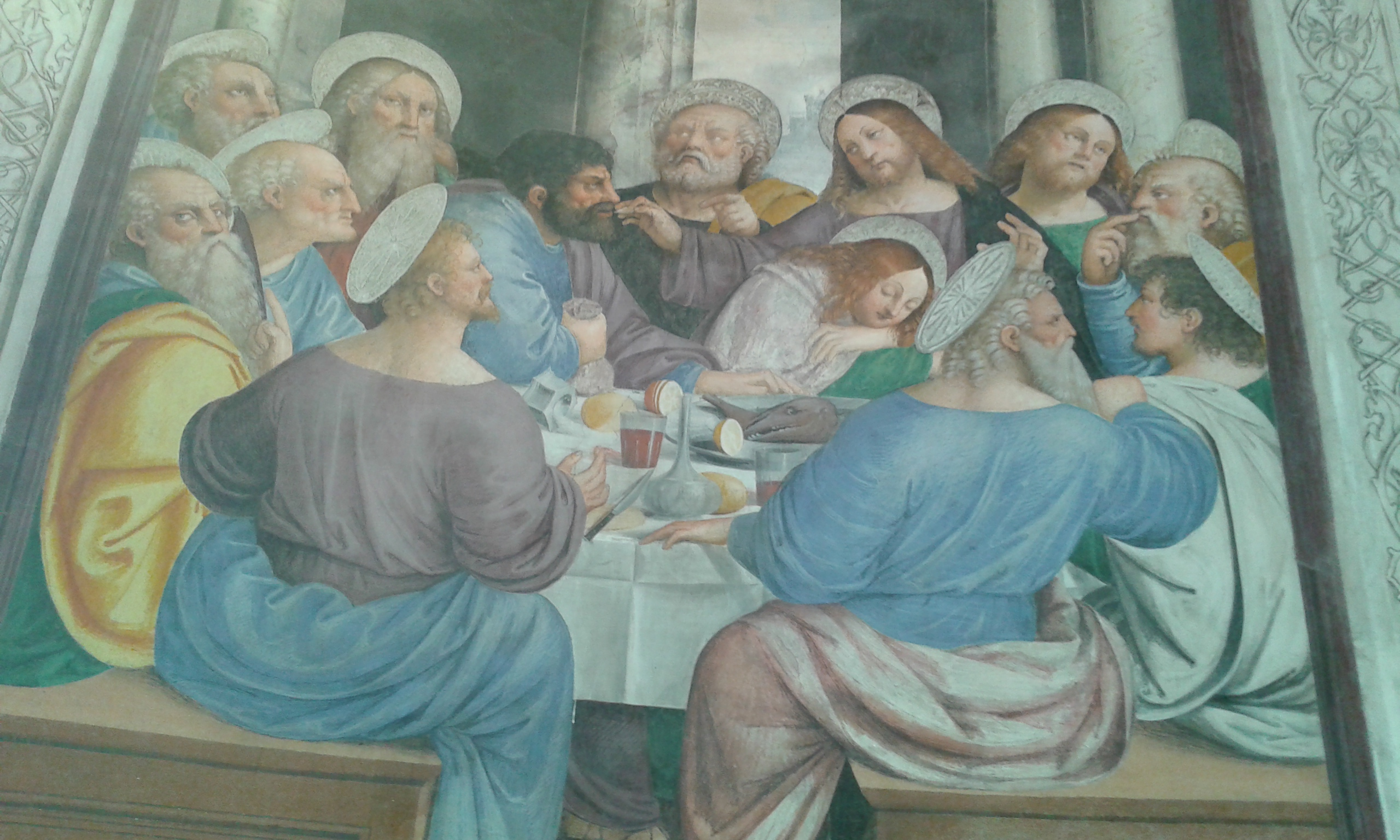
Affresco chiesa Crevoladossola

## Opere
Elenco di alcune delle opere di sicura attribuzione:
- San Giuseppe e il gran Sacerdote 1510 sculture in terracotta circa Santuario di Varallo cappella VIII;
- Ancona dell'Assunta (500x300) 1520 chiesa dell'Assunta di Morbegno;
- Ciclo di affreschi della chiesa dei santi Pietro e Paolo di Crevoladossola:
  - Ultima cena (165x230) parete destra del presbiterio;
  - otto sibille intradosso dell'arco trionfale;
  - Figure dell'antico Testamento sgusci delle finestre;
  -  Figure di santi, Cristo risorto, sole raggiante pareti del presbiterio e del coro presbiteriale;
- Sibille, Epifania, figure di santi 1526 affresco della volta e sottarco della chiesa di San Maurizio di Ponte in Valtellina;
- Santuario del Sacro Monte 1526 Varallo;
- Crocifissione, storie di San Lorenzo, apostoli e san Rocco (550x180 cad.) 1528 pareti e sottarco del presbiterio dell'oratorio di San Lorenzo di Teglio;
- Decorazioni di figure e due cavalli 1528 tempera e stucco della V cappella del santuario detta adorazione dei pastori;
- Passione di Cristo, sibille e profeti monastero di San Bernardino di Caravaggio;
- Storie di santa Caterina 1531 (250x185) prima cappella a sinistra della chiesa di Santa Caterina di Morbegno;
- Madonna in trono col Bambino e i santi Giovanni Battista e Giorgio (194x132) 1533 tempera su tavola conservato nella galleria Sabauda di Torino;
- Il commiato di Gesù dalla Madre (210x152) 1535 affresco della chiesa di Santa Maria delle Grazie di Varallo;
- Madonna col Bambino e santi Pietro e Andrea' (123,5x247) 1537 affresco della chiesa dell'Assunta e di San Giorgio di San Giorgio Canavese
- Deposizione (155x120) 1542 santuario della Madonna del Sasso Madonna del Sasso;
- I dodici apostoli 1545 affresco del catino absidale della chiesa di San Gottardo Pisogno;
- Polittico di Sant'Ambrogio 1547 chiesa di Sant'Ambrogio Omegna
- Deposizione (248z160) olio su tavola, 1548 chiesa di Santa Maria Assunta di Armeno;
- Deposizione (220x145) olio su tela 1562 chiesa parrocchiale di Gignese;
- Polittico di san Clemente tempera su tavola (470x280) chiesa di San Clemente di Cesara;